# Hermann Frischbier
Hermann Frischbier, född 10 januari 1823 i Königsberg (nuvarande Kaliningrad), död 8 december 1891, var en tysk folklorist.
Frischbier var lärare vid flera skolor, och blev slutligen rektor för en flickskola i sin födelsestad. Han var framgångsrikt verksam som samlare och ordnare av preussiskt folkloristiskt material (bland annat Preussisches Wörterbuch, 1882–1883).